# اليكسا ألامانيون
اليكسا ألامانيون (بالإنجليزية: Alexa Alemanni)‏ هي ممثلة أمريكية.

## روابط خارجية
- اليكسا ألامانيون على موقع IMDb (الإنجليزية)
- اليكسا ألامانيون على موقع قاعدة بيانات الفيلم (الإنجليزية)